# Bobrowiecka Przełęcz
Bobrowiecka Przełęcz (słow. Bobrovecké sedlo) – znajdująca się na wysokości 1356 m w Tatrach Zachodnich wybitna przełęcz pomiędzy Grzesiem (1653 m) po południowej stronie przełęczy i Bobrowcem (1663 m) (a właściwie jego przedszczytem – Jamborowym Wierchem) po północnej stronie przełęczy. Znajduje się w długiej północnej grani Wołowca odgałęziającej się od grani głównej Tatr w północnym kierunku. Przez grań tę przebiega granica polsko-słowacka. Po polskiej stronie zbocza spod przełęczy opadają Bobrowieckim Żlebem do Doliny Chochołowskiej, po słowackiej stronie do Doliny Bobrowieckiej Orawskiej. Spod przełęczy spływają dwa potoki, obydwa o takiej samej nazwie. Są to: słowacki Bobrowiecki Potok (Bobrovecký potok) spływający do Doliny Bobrowieckiej i polski Bobrowiecki Potok będący dopływem Chochołowskiego Potoku. Potok słowacki znajduje się w zlewni Morza Czarnego, polski w zlewni Bałtyku, przez Bobrowiecką Przełęcz bowiem biegnie dział wodny między tymi morzami.
Przełęcz znajduje się w jednej linii z dwiema innymi wybitnymi tatrzańskimi przełęczami: Tomanową i Iwaniacką. Szczególnie dobrze widać to ze szlaku od Przełęczy pod Osobitą na Grzesia. Rejon przełęczy jest trawiasty. Sama przełęcz jest wycięta w bardziej miękkich partiach łupków kwarcytycznych z okresu dolnego triasu. Niegdyś na przełęczy ładowano na konne furmanki rudę żelaza wydobywaną w kopalni „Bobrowiec”. Do zwożenia tej rudy wybudowano dwie drogi: do Polany Chochołowskiej ok. 1808 r. i do Doliny Bobrowieckiej ok. 1820 r. Dawniej przełęcz była też wygodnym przejściem z Podhala w Tatry Orawskie, jeszcze w okresie międzywojennym przechodzili nią kłusownicy.

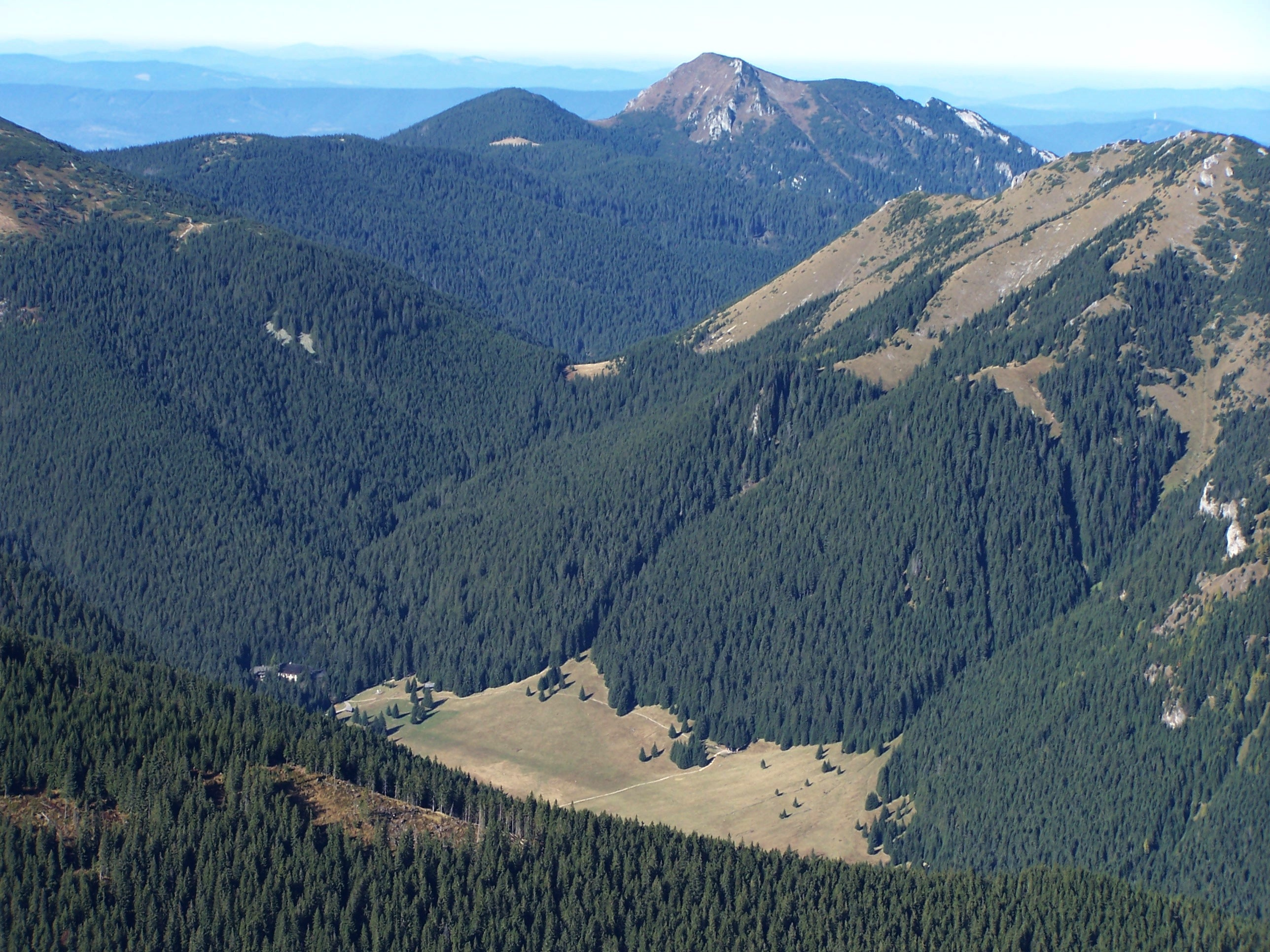
Bobrowiecka Przełęcz ponad Polaną Chochołowską. W głębi Osobita

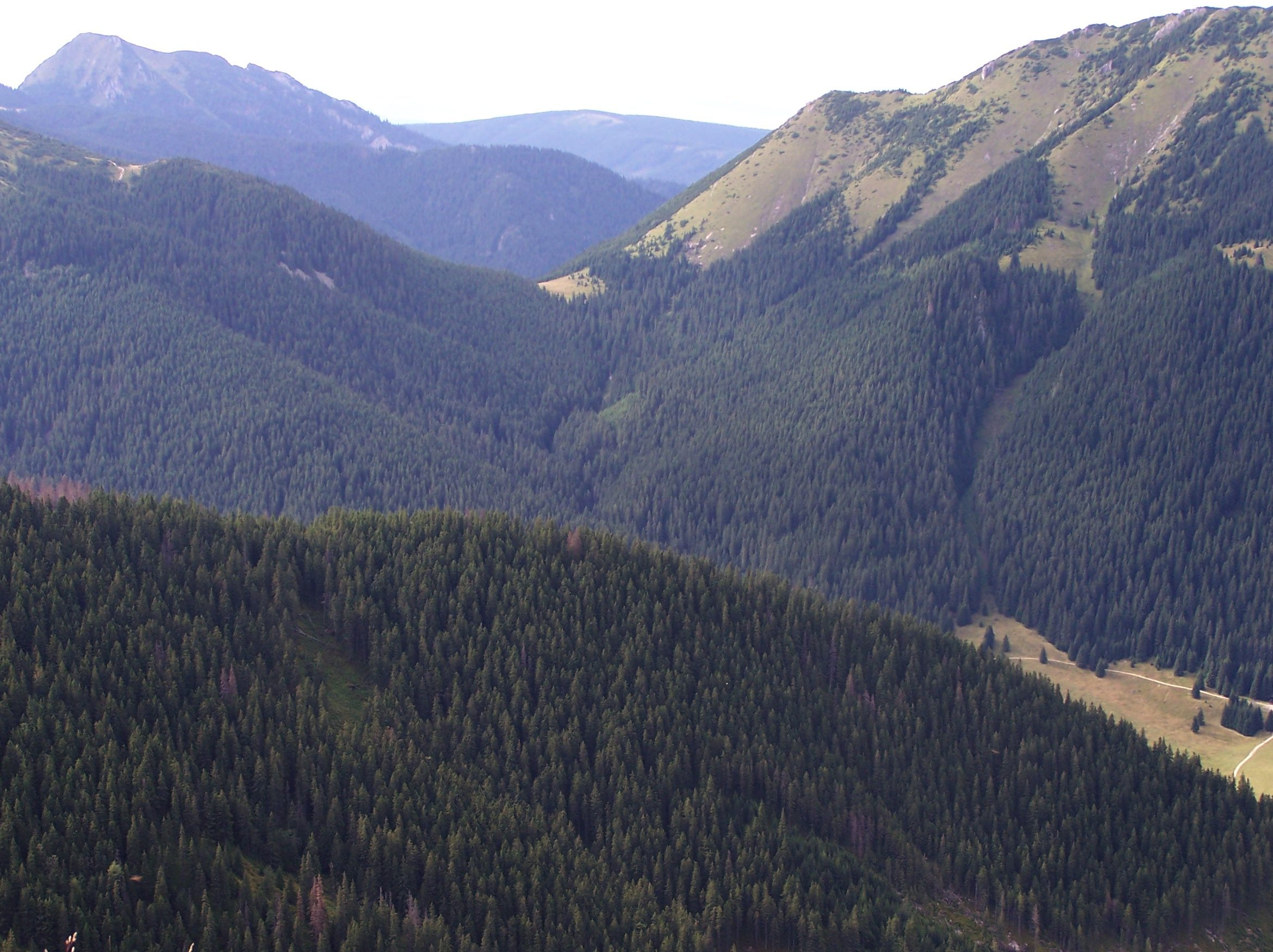
Bobrowiecka Przełęcz, w tle Osobita

## Szlaki turystyczne
z Orawic przez słowacką Dolinę Bobrowiecką. Czas przejścia: 2:25 h, ↓ 1:55 h
Tymczasowo oznakowane zostało przejście na przełęcz ze strony polskiej z żółtego szlaku z Polany Chochołowskiej na Grzesia. Szlak zielony z Doliny Juraniowej przez Bobrowiec oraz szlak niebieski łączący przełęcz z Grzesiem zostały zamknięte w czerwcu 2008 r.